# Pedro Enrique Sarmiento
Pedro Enrique Sarmiento Solís (Medellín, 26 de octubre de 1956 - Medellín, 30 de octubre de 2024) fue un futbolista, entrenador y comentarista de fútbol colombiano.

## Plano personal
Pedro, fue concuñado del también exfutbolista y entrenador Hernán Darío "Arriero" Herrera.

## Como jugador
Debutó en 1976 con Atlético Nacional donde obtuvo el título del torneo local en 1976 y 1981. 
En 1985 pasó a América de Cali, donde no solamente ganó el título colombiano en 1985 y 1986, sino que disputó la Copa Libertadores de América, obteniendo el subtítulo continental en 1985, 1986 y 1987 con el América disputó 21 partidos en la Copa Libertadores no convirtió ningún gol mientras que por la liga disputó 80 partidos y anotó 2 goles.
Fue convocado en varias oportunidades a la Selección Colombia donde, entre otros, disputó las eliminatorias para el Mundial España 1982 y el Mundial México 1986.

## Como entrenador
Se desempeñó como asistente técnico varias temporadas en América de Cali, para la temporada 1994 ante la salida de Hugo Gallego dirige como encargado ante Independiente Santa Fe e Independiente Medellín. Igualmente fue asistente en Atlético Nacional y en Independiente Medellín. En calidad de entrenador fue campeón local en 2004 con Medellín. Con Deportivo Cali logró el campeonato nacional en 2005 y el subcampeonato en 2006.
Fue el entrenador de Santa Fe, club del cual renunció en el Torneo Finalización tras una lluvia de críticas por la ineficiencia del equipo.
Ya en 2008 asumió la dirección técnica de Cúcuta Deportivo, en su participación de la Copa Libertadores 2008, luego de la renuncia de Jorge Luis Bernal. En el cargo permaneció hasta el 24 de agosto de 2008, luego que Cúcuta cayera 1-2 con Deportes Tolima.
El 19 de diciembre de 2008 es nombrado entrenador del Deportivo Pereira para afrontar la temporada 2009. En el Torneo Apertura, no logró clasificar a los cuadrangulares semifinales y dejó al club como primer opcionado para descender a la Primera B, por lo que fue licenciado del cargo, dejando al mando del club durante los últimos 2 encuentros de la temporada al argentino Adrián Magnoli.
Para 2010 asume como director técnico del Envigado, donde trabaja hasta mediados de 2013.
Después de renunciar como técnico del Envigado, donde trabajó tres años y medio, poco después sería contratado como nuevo técnico del Independiente Medellín para la Temporada 2013-II. El equipo no logra clasificar a los cuadrangulares semifinales, y a pesar de eso, Sarmiento renueva contrato con el Medellín hasta mediados de 2014. Sarmiento renuncia a la dirección técnica del Independiente Medellín
Más recientemente dirigió al Águilas Doradas Rionegro por un tiempo, luego de la renuncia del entrenador Néstor Otero.
En 2022 luego de la finalización del contrato del Técnico de Atlético Nacional, Hernán Darío "Arriero" Herrera. se le dio una oportunidad para dirigir el equipo Verdolaga como técnico interino, el 13 de octubre fue reemplazado por Paulo Autuori.
Falleció el 30 de octubre de 2024 en el Hospital Pablo Tobón Uribe de la ciudad de Medellín, Colombia, tras luchar durante cinco meses contra una policitemia, una condición en la cual se produce un aumento desproporcionado de los glóbulos rojos, la cual sufría como consecuencia de una leucemia que padecía.

## Presencia en los medios
Desde septiembre de 2016, llegó a ser comentarista deportivo del Gol Caracol en Caracol Televisión en los partidos de las Clasificación de Conmebol para la Copa Mundial de Fútbol rumbo a Rusia 2018.

## Selección nacional

### Participaciones en Eliminatorias al Mundial
| Eliminatoria               | Resultado       |
| -------------------------- | --------------- |
| Eliminatorias Mundial 1982 | No se clasificó |
| Eliminatorias Mundial 1986 | No se clasificó |

### Participaciones en Copa América
| Copa              | Sede          | Resultado    |
| ----------------- | ------------- | ------------ |
| Copa América 1983 | Sin sede fija | Primera fase |

## Clubes

### Como jugador
| Club                         | Div.          | Temporada     | Liga  | Liga  | Copa Libertadores | Copa Libertadores | Total | Total |
| Club                         | Div.          | Temporada     | Part. | Goles | Part.             | Goles             | Part. | Goles |
| ---------------------------- | ------------- | ------------- | ----- | ----- | ----------------- | ----------------- | ----- | ----- |
| Atlético Nacional · Colombia | 1.ª           | 1976-84       | 346   | 23    | -                 | -                 | 346   | 23    |
| América de Cali · Colombia   | 1.ª           | 1985-92       | 80    | 2     | 21                | 0                 | 101   | 2     |
| Total carrera                | Total carrera | Total carrera | 426   | 25    | 21                | 0                 | 447   | 25    |

#### Selección
| Selección                | Año                      | Partidos | Goles |
| ------------------------ | ------------------------ | -------- | ----- |
| Absoluta                 | 1980                     | 1        | 0     |
| Absoluta                 | 1981                     | 8        | 1     |
| Absoluta                 | 1983                     | 7        | 0     |
| Absoluta                 | 1984                     | 5        | 0     |
| Absoluta                 | 1985                     | 16       | 2     |
| Total Selección Colombia | Total Selección Colombia | 37       | 3     |

### Como asistente técnico
| Club                                 | Año       | Asistente De         |
| ------------------------------------ | --------- | -------------------- |
| América de Cali · Colombia           | 1992-1994 | Diego Edison Umaña   |
| América de Cali · Colombia           | 1992-1994 | Francisco Maturana   |
| Selección Colombia Sub-23 · Colombia | 1994      | Norberto Peluffo     |
| Selección Colombia · Colombia        | 1995-1998 | Hernán Darío Gómez   |
| Independiente Medellín · Colombia    | 2002-2003 | Víctor Luna          |
| Selección Colombia · Colombia        | 2003      | Francisco Maturana   |
| Atlético Nacional · Colombia         | 2022      | Hernán Darío Herrera |

### Como entrenador
| América de Cali · Colombia        | 1.ª                 | 1994 (e)            | 2   | 1   | 1   | 0   | -  | - | -  | -  | -  | - | - | - | 2   | 1   | 1   | 0   | 66.67% |
| América de Cali · Colombia        | Total               | Total               | 2   | 1   | 1   | 0   | 0  | 0 | 0  | 0  | 0  | 0 | 0 | 0 | 2   | 1   | 1   | 0   | 66.67% |
| Independiente Medellín · Colombia | 1.ª                 | 2004                | 42  | 20  | 10  | 12  | -  | - | -  | -  | -  | - | - | - | 42  | 20  | 10  | 12  | 55.56% |
| Independiente Medellín · Colombia | 1.ª                 | 2005                | 2   | 0   | 0   | 2   | -  | - | -  | -  | 1  | 0 | 1 | 0 | 3   | 0   | 1   | 2   | 11.11% |
| Independiente Medellín · Colombia | 1.ª                 | 2013                | 13  | 3   | 5   | 5   | -  | - | -  | -  | -  | - | - | - | 13  | 3   | 5   | 5   | 35.9%  |
| Independiente Medellín · Colombia | 1.ª                 | 2014                | 6   | 1   | 3   | 2   | -  | - | -  | -  | -  | - | - | - | 6   | 1   | 3   | 2   | 33.34% |
| Independiente Medellín · Colombia | Total               | Total               | 63  | 24  | 18  | 21  | 0  | 0 | 0  | 0  | 1  | 0 | 1 | 0 | 64  | 24  | 19  | 21  | 47.4%  |
| Deportivo Cali · Colombia         | 1.ª                 | 2005                | 17  | 12  | 3   | 2   | -  | - | -  | -  | -  | - | - | - | 17  | 12  | 3   | 2   | 76.47% |
| Deportivo Cali · Colombia         | 1.ª                 | 2006                | 26  | 11  | 8   | 7   | -  | - | -  | -  | 6  | 0 | 1 | 5 | 32  | 11  | 9   | 12  | 43.76% |
| Deportivo Cali · Colombia         | Total               | Total               | 43  | 23  | 11  | 9   | 0  | 0 | 0  | 0  | 6  | 0 | 1 | 5 | 49  | 23  | 12  | 14  | 55.1%  |
| Santa Fe · Colombia               | 1.ª                 | 2006                | 10  | 4   | 4   | 2   | -  | - | -  | -  | -  | - | - | - | 10  | 4   | 4   | 2   | 53.33% |
| Santa Fe · Colombia               | 1.ª                 | 2007                | 33  | 11  | 8   | 14  | -  | - | -  | -  | -  | - | - | - | 33  | 11  | 8   | 14  | 41.41% |
| Santa Fe · Colombia               | Total               | Total               | 43  | 15  | 12  | 16  | 0  | 0 | 0  | 0  | 0  | 0 | 0 | 0 | 43  | 15  | 12  | 16  | 44.18% |
| Cúcuta Deportivo · Colombia       | 1.ª                 | 2008                | 24  | 8   | 5   | 11  | 9  | 4 | 2  | 3  | 8  | 3 | 2 | 3 | 41  | 15  | 9   | 17  | 43.91% |
| Cúcuta Deportivo · Colombia       | Total               | Total               | 24  | 8   | 5   | 11  | 9  | 4 | 2  | 3  | 8  | 3 | 2 | 3 | 41  | 15  | 9   | 17  | 43.91% |
| Deportivo Pereira · Colombia      | 1.ª                 | 2009                | 18  | 7   | 3   | 8   | 5  | 1 | 2  | 2  | -  | - | - | - | 23  | 8   | 5   | 10  | 42.03% |
| Deportivo Pereira · Colombia      | Total               | Total               | 18  | 7   | 3   | 8   | 5  | 1 | 2  | 2  | 0  | 0 | 0 | 0 | 23  | 8   | 5   | 10  | 42.03% |
| Envigado FC · Colombia            | 1.ª                 | 2010                | 16  | 1   | 6   | 9   | 1  | 0 | 1  | 0  | -  | - | - | - | 17  | 1   | 7   | 9   | 19.61% |
| Envigado FC · Colombia            | 1.ª                 | 2011                | 40  | 17  | 13  | 10  | 10 | 1 | 3  | 6  | -  | - | - | - | 50  | 18  | 16  | 16  | 46.67% |
| Envigado FC · Colombia            | 1.ª                 | 2012                | 36  | 10  | 14  | 12  | 10 | 1 | 5  | 4  | 4  | 1 | 2 | 1 | 50  | 12  | 21  | 17  | 38%    |
| Envigado FC · Colombia            | 1.ª                 | 2013                | 10  | 3   | 2   | 5   | 5  | 1 | 1  | 3  | -  | - | - | - | 15  | 4   | 3   | 8   | 33.34% |
| Envigado FC · Colombia            | Total               | Total               | 102 | 31  | 35  | 36  | 26 | 3 | 10 | 13 | 4  | 1 | 2 | 1 | 132 | 35  | 47  | 50  | 38.39% |
| Águilas Doradas · Colombia        | 1.ª                 | 2016                | 9   | 2   | 4   | 3   | -  | - | -  | -  | -  | - | - | - | 9   | 2   | 4   | 3   | 37.03% |
| Águilas Doradas · Colombia        | Total               | Total               | 9   | 2   | 4   | 3   | 0  | 0 | 0  | 0  | 0  | 0 | 0 | 0 | 9   | 2   | 4   | 3   | 29.63% |
| Unión Magdalena · Colombia        | 1.ª                 | 2019                | 11  | 2   | 2   | 7   | -  | - | -  | -  | -  | - | - | - | 11  | 2   | 2   | 7   | 24.24% |
| Unión Magdalena · Colombia        | Total               | Total               | 11  | 2   | 2   | 7   | 0  | 0 | 0  | 0  | 0  | 0 | 0 | 0 | 11  | 2   | 2   | 7   | 24.24% |
| Atlético Nacional · Colombia      | 1.ª                 | 2022 (e)            | 8   | 4   | 3   | 1   | -  | - | -  | -  | -  | - | - | - | 8   | 4   | 3   | 1   | 62.5%  |
| Atlético Nacional · Colombia      | Total               | Total               | 8   | 4   | 3   | 1   | 0  | 0 | 0  | 0  | 0  | 0 | 0 | 0 | 8   | 4   | 3   | 1   | 62.5%  |
| Once Caldas · Colombia            | 1.ª                 | 2023                | 31  | 6   | 12  | 13  | -  | - | -  | -  | -  | - | - | - | 31  | 6   | 12  | 13  | 32.25% |
| Once Caldas · Colombia            | Total               | Total               | 31  | 6   | 12  | 13  | 0  | 0 | 0  | 0  | 0  | 0 | 0 | 0 | 31  | 6   | 12  | 13  | 32.25% |
| Total en su carrera               | Total en su carrera | Total en su carrera | 354 | 123 | 106 | 125 | 40 | 8 | 14 | 18 | 19 | 4 | 6 | 9 | 414 | 135 | 126 | 153 | 42.75% |
| 1. 2.                             |                     |                     |     |     |     |     |    |   |    |    |    |   |   |   |     |     |     |     |        |

## Palmarés

### Como jugador

#### Títulos nacionales
| Título           | Club              | País     | Año  |
| ---------------- | ----------------- | -------- | ---- |
| Primera División | Atlético Nacional | Colombia | 1976 |
| Primera División | Atlético Nacional | Colombia | 1981 |
| Primera División | América de Cali   | Colombia | 1985 |
| Primera División | América de Cali   | Colombia | 1986 |

### Como entrenador

#### Títulos nacionales
| Título              | Club                   | País     | Año  |
| ------------------- | ---------------------- | -------- | ---- |
| Torneo Apertura     | Independiente Medellín | Colombia | 2004 |
| Torneo Finalización | Deportivo Cali         | Colombia | 2005 |

## Polémica
En 1998 Sarmiento fue capturado por la Fiscalía por tener vínculos con el Cartel de Cali.